# Polémica en el bar
Polémica en el Bar es un programa de televisión humorístico argentino creado por Gerardo y Hugo Sofovich en 1963, que se ha mantenido en el aire desde entonces con intervalos. En sus comienzos era un sketch dentro de Operación Ja-Já pero desde 1972 se transformó en un programa propiamente dicho.
El programa consiste en una discusión de café sobre temas de actualidad entre diversos personajes que intentan representar los distintos sectores de la sociedad argentina principalmente a través de estereotipos (el intelectual, el "chanta" o pícaro, el trabajador, el joven, el hombre machista, etc.).

## Historia

### Comienzos como Sketch de Operación Ja-Já
Polémica en el Bar comenzó como un sketch del popular programa humorístico Operación Ja-Já (1963). La primera mesa se realizó en 1964 y estuvo integrada por Juan Carlos Altavista (Minguito Tinguitella), quien era el típico grasa del barrio; Jorge Porcel, como el porteño que se las sabe todas; Carlos Carella, como el intelectual y Rodolfo Crespi, como un aburguesado y conservador. El elenco se completaba con el dueño del bar, un "gallego", interpretado por Alberto Irízar, que cerraba el sketch con alguna torpeza, y quien en algunas oportunidades estaba acompañado de su ayudante, "El Preso", un papel interpretado por Vicente La Russa, que luego quedó como encargado del bar. El sketch tuvo gran aceptación y formó parte del programa por varios años con esa mesa original.
Luego la integración fue variando, con destacados artistas cómicos argentinos como Fidel Pintos (el "chanta sanatero"), Javier Portales (quien años más tarde reemplazaría a Carlos Carella en su rol del intelectual) y Adolfo García Grau (en un papel similar al que hacía Crespi, el hombre de clase media).

### Programa propio (1972-1973)
En 1972, se convierte en un programa independiente con un elenco conformado por Juan Carlos Altavista, Adolfo García Grau, Javier Portales, Fidel Pintos y Jorge Porcel -quien sería luego reemplazado por Luis Tasca-. Detrás del mostrador, seguían Alberto Irízar y Vicente La Russa. El programa seguiría en 1973 y luego sería cancelado.

### El gran éxito (1980-1984)

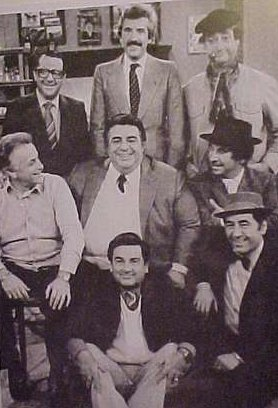
"Polémica en el bar" (1981) Arriba: Julio de Grazia, Rolo Puente, Vicente La Russa. Medio: Gerardo Sofovich, Jorge Porcel, Juan Carlos Altavista. Abajo: Mario Sánchez, Mario Sapag.

Luego de siete años de ausencia, en 1980 regresa el programa Polémica en el Bar, ahora sólo bajo la batuta de Gerardo Sofovich, quien se había peleado con su hermano Hugo años antes. Esta versión superó los 60 puntos de índice de audiencia, marcando picos históricos.
Esa mesa es considerada la más exitosa y estuvo conformada por: Jorge Porcel, Juan Carlos Altavista -personificando a Minguito Tinguitella, Mario Sánchez, Julio de Grazia y Rolo Puente. El programa comenzaba con Porcel, acodado en la barra del bar, recibiendo a Minguito -quien lo saludaba diciéndole ¿Qué hacé, tri tri?-. Muchas veces en la barra recibían algún famoso como Plácido Domingo, Sandro o Diego Maradona.
Tras el saludo, los dos se sentaban a la mesa y el resto se iba sumando a ella. Las discusiones iban del fútbol a la política y, en general, cada personaje tenía sus gustos bien marcados y discutían casi al límite de la pelea. Participaron de la mesa Javier Portales, Cacho de la Cruz, Santiago Bal -en reemplazo de Julio de Grazia-, Sergio Velasco Ferrero y Pablo Codevilla -en el lugar de Javier Portales- (todos en la mesa), Vicente La Russa y Alberto Irízar -atendiendo el bar-. Porcel y Puente también participaban paralelamente en Operación Ja-Já en el sketch de La peluquería de Don Mateo.
Tras una pelea, Porcel deja el programa y no sería de la partida en la temporada 1984. Polémica en el Bar seguiría un tiempo más pero ya no con el mismo éxito.

### Ciclo períodistico (1989-1995)
En 1989, cuando se privatizan los canales de televisión, Gerardo Sofovich decide volver con "Polémica en el Bar", pero convertido a ciclo periodístico. El programa debuta los jueves a las 22.00 horas por Telefé con éxito de índice de audiencia (llegó a medir más de 25 puntos) y permaneció en esa pantalla también en 1990 -donde el entonces presidente Carlos Menem participó de una mesa. El primer año tuvo un aditamento, en un bloque en la mesa se sentaba Tita Merello que desgranaba anécdotas de su vida. Guillermo Nimo también era parte de la partida. La mesa estaba conformada por Gerardo Sofovich, Javier Portales, Rolo Puente, Luis Beldi, José Corzo Gómez y Hugo Gambini. Vicente La Russa, Beto César y Mario Sánchez se encargaban del humor.
En 1989 el actual Telefe aun era canal 11 y durante ese año Gerardo Sofovich inicia un programa llamado "Hoy estamos de remate". No hay registro en las revistas TV guía de ese año (al menos hasta el jueves 23 de noviembre) que el programa "Polémica en el bar" haya estado en el aire ese año.
A partir de 1991, cuando Gerardo Sofovich es nombrado interventor del canal estatal ATC, el ciclo abandona Telefé. Sofovich no había quedado en buenos términos con el director de programación de ese canal, Gustavo Yankelevich, porque decidió darle más espacio a Marcelo Tinelli. Gerardo quería el horario del domingo a la noche para "La noche del domingo", pero Yankelevich prefirió a Tinelli con "Ritmo de la noche". En ATC, la mesa quedó con Gerardo Sofovich, Rolo Puente, Luis Beldi, Guillermo Nimo, Hugo Gambini y Raúl Urtizberea -reemplazando al fallecido José Corzo Gómez-. Vicente La Russa y Mario Sánchez se encargaban del humor. Además, había varios personajes flojos como el Mirón, interpretado por Carlos Artigas, Raquel Bermúdez y Nazarena Vélez. También participa en ocasiones el exfutbolista José Sanfilippo, haciendo contrapuntos polémicos con Guillermo Nimo. Cuando Gerardo Sofovich estuvo ausente por enfermedad, eligió a Raúl Portal para que lo reemplazara en la mesa. En 1995, Antonio Carrizo formó parte de la mesa.

### La vuelta al humor
En 1997 vuelve a Telefé, donde hace un giro al humor de otros tiempos. La mesa quedó conformada por Ernesto Cherquis Bialo, Javier Portales, Tristán, Guillermo Nimo, Juan Acosta y Gerardo Sofovich. Poco tiempo después se incorporó Guido Kaczka. En algunas oportunidades, también se sentó a la mesa César Jaroslavsky. De este ciclo se recuerda la visita al primer programa del histórico Jorge Porcel, quien tenía serios problemas de salud que le impedían comunicarse con claridad.

### sigloXXI
Las primeras mesas de Polémica en el Bar en el siglo XXI, bajo la conducción de Gerardo Sofovich, tuvieron una conformación mixta, con periodistas como Oscar González Oro (2000-2001), y Jorge Rial (2001), a los que sumaron humoristas como Miguel Ángel Rodríguez (2000-2001) y Mario Sapag (2001). Mientras que las mesas siguientes (2002-2005) se caracterizaron por un composición mayor de periodistas, entre los que se encuentran Jorge Asís (2002), Oscar González Oro (2003-2005) y Chiche Gelblung (2003-2005). El personaje de la dueña del bar fue encarnado por Ginette Reynal y, posteriormente, por Carmen Yazalde.
En 2010, el envío regresó como una parte del programa La noche del domingo con Guillermo Marconi, René Bertrand, Sergio Gonal, Horacio Pagani, Guillermo Miguel. y Ricardo Caruso Lombardi.
En marzo de 2015 se produce el fallecimiento de Gerardo Sofovich, creador y conductor del programa. En septiembre de ese año, su hijo Gustavo Sofovich confirmó una nueva versión de Polémica en el Bar que se estrenó el 6 de marzo de 2016 en Telefe A partir del año siguiente el programa pasó a emitirse por América TV. El conductor de esta nueva versión es Mariano Iúdica en el periodo 2016-2021 y Marcela Tinayre desde 2023. Desde septiembre y diciembre de 2021 sumo una edición llamada "Polémica en el Bar trasnoche".

## Elenco

### 2000-2005, 2010-2011
| Miembro                      | 2000 | 2001 | 2002 | 2003 | 2004 | 2005 | 2010 | 2011 |
| ---------------------------- | ---- | ---- | ---- | ---- | ---- | ---- | ---- | ---- |
| Gerardo Sofovich (conductor) | x    | x    | x    | x    | x    | x    | x    | x    |
| Paula Alvariñas              | x    | x    | x    | x    | x    | x    | x    | x    |
| René Bertrand                |      |      |      |      |      |      | x    |      |
| Sergio Gonal                 |      |      |      |      |      |      | x    | x    |
| Horacio Pagani               |      |      |      |      |      |      | x    | x    |
| Guillermo Miguel             |      |      |      |      |      |      | x    | x    |
| Ricardo Caruso Lombardi      |      |      |      |      |      |      | x    | x    |
| Daniel Dátola                |      |      |      |      |      |      |      | x    |
| Oscar González Oro           | x    | x    |      | x    | x    | x    |      |      |
| Chiche Gelblung              |      |      |      | x    | x    | x    |      |      |
| Luis Pedro Toni              |      |      |      | x    | x    | x    |      |      |
| Mariano Iúdica               |      |      |      | x    | x    | x    |      |      |
| Jacobo Winograd              |      |      |      | x    | x    | x    |      |      |
| Baby Etchecopar              |      |      |      |      | x    | x    |      |      |
| Carlos Salvador Bilardo      |      |      |      |      |      | x    |      |      |
| Carmen Yazalde               |      |      |      |      |      | x    |      |      |
| Ginette Reynal               |      |      |      | x    | x    |      |      |      |
| Diego Martínez               |      |      |      | x    |      |      |      |      |
| Jorge Asís                   |      |      | x    |      |      |      |      |      |
| Nancy Pazos                  |      |      | x    |      |      |      |      |      |
| Sylvina Walger               |      |      | x    |      |      |      |      |      |
| Miguel del Sel               |      |      | x    |      |      |      |      |      |
| Profesor Lambetain           |      | x    |      |      |      |      |      |      |
| Paula Volpe                  |      | x    |      |      |      |      |      |      |
| Jorge Rial                   |      | x    |      |      |      |      |      |      |
| Miguel Ángel Rodríguez       | x    | x    |      |      |      |      |      |      |
| Guido Kaczka                 |      | x    |      |      |      |      |      |      |
| Mario Sapag                  |      | x    |      |      |      |      |      |      |
| Pipo Cipolatti               | x    |      |      |      |      |      |      |      |
| Rodolfo Ranni                | x    |      |      |      |      |      |      |      |

### 2016-2021,2023
| Miembro                      | 2016 | 2017 | 2018 | 2019 | 2020 | 2021 | 2023 |
| ---------------------------- | ---- | ---- | ---- | ---- | ---- | ---- | ---- |
| Mariano Iúdica (conductor)   | x    | x    | x    | x    | x    | x    |      |
| Marcela Tinayre (conductora) |      |      |      |      |      |      | x    |
| Gastón Recondo               |      | x    | x    | x    | x    | x    |      |
| Chiche Gelblung              |      | x    |      | x    | x    | x    |      |
| René Bertrand                |      | x    |      |      |      |      |      |
| Horacio Cabak                |      |      |      |      | x    | x    |      |
| Marcela Tauro                |      |      |      |      |      | x    |      |
| Álvaro Navia                 |      | x    | x    | x    | x    |      |      |
| Mauro Viale                  |      | x    | x    | x    | x    |      |      |
| Marcelo Palacios             |      |      |      | x    | x    |      |      |
| Luis Ventura                 |      |      |      | x    | x    |      |      |
| María Fernanda Callejón      |      |      |      |      | x    |      |      |
| Luisa Albinoni               |      |      |      |      | x    |      |      |
| Matías Nuñez                 |      |      |      |      | x    |      |      |
| Luciana Salazar              |      |      |      |      | x    |      |      |
| Jey Mammón                   |      |      |      |      | x    |      |      |
| Virginia Gallardo            | x    | x    | x    | x    |      |      |      |
| Diego Brancatelli            |      | x    | x    | x    |      |      |      |
| Coco Sily                    |      |      | x    | x    |      |      |      |
| Sergio Goycochea             |      |      |      | x    |      |      |      |
| Flavio Azzaro                |      |      |      | x    |      |      |      |
| Pablo Duggan                 |      |      |      | x    |      |      |      |
| Stéfano De Gregorio          |      |      | x    |      |      |      |      |
| Santiago Maratea             |      |      | x    |      |      |      |      |
| Robertito Funes Ugarte       |      |      | x    |      |      |      |      |
| Grego Rossello               |      | x    | x    |      |      |      |      |
| Tristán                      | x    | x    |      |      |      |      |      |
| Kate Rodríguez               | x    | x    |      |      |      |      |      |
| Pachu Peña                   |      | x    |      |      |      |      | x    |
| Flor de la V                 |      | x    |      |      |      |      |      |
| Miguel Granados              | x    |      |      |      |      |      |      |
| Horacio Pagani               | x    |      |      |      |      |      |      |
| Miguel Ángel Rodríguez       | x    |      |      |      |      |      |      |
| Noelia Marzol                | x    |      |      |      |      |      |      |
| Anita Martínez               | x    |      |      |      |      |      |      |
| Rodrigo Lussich              | x    |      |      |      |      |      |      |
| Guillermo Coppola            | x    |      |      |      |      |      |      |
| Joaquín Flamini              | x    |      |      |      |      |      |      |
| Nazareno Móttola             | x    |      |      |      |      |      |      |
| Fernando Burlando            |      |      |      |      |      |      | x    |
| Gabriel Schultz              |      |      |      |      |      |      | x    |
| Eliana Guercio               |      |      |      |      |      |      | x    |
| Marcelo Polino               |      |      |      |      |      |      | x    |
| Walter "Alfa" Santiago       |      |      |      |      |      |      | x    |

## Emisión
- 1963-1973, 1983: Canal 13
- 1980-1982, 2003-2004, 2010-2011: Canal 9 (En 1982 vuelve a estar dentro del ciclo "Operación Ja Ja" a partir de finales de septiembre)
- 1984, 1989 (dentro de "La noche del domingo"): Canal 11
- 1988: Teledos (dentro de "La noche del domingo")
- 1990, 1997, 2016: Telefe
- 1991-1995: ATC
- 2000-2002, 2005, 2017-2021,2023: América TV

## Personajes y sketches
Las últimas ediciones de Polémica han contado con humoristas como: Alfredo Silva, Rodrigo Vagoneta, Pastrana e Hijitus. También se presentan distintos magos.
El humorista Álvaro Navia interpreta diversos personajes en el programa:
- Albertito: interpreta canciones populares, pero con letras totalmente parodiadas, y sus letras de los temas reconocidos tienen que ver con lo que ocurre en la sociedad Argentina.
- Dylan, el perro de Alberto Fernández: con la presencia de un perro adaptado.
- Dante Seco, analista del Indec: Dante suma todas las cuentas de lo que va a ocurrir en algunos meses o días en Argentina, como por ejemplo: ¿Cuántos días falta para el verano, Navidad o año nuevo? entre otras cosas.
- Waldemar: presenta cenas shows, tributos a artistas, artistas o bandas en vivo y karaokes.

Además se realiza dentro del programa el popular sketch La Peluquería de Don Mateo, con la actuación de Mariano Iúdica, Coco Sily, Sol Pérez y un invitado. También se presentan bandas o artistas en vivo.

## Cortina musical
El sketch utilizaba como cortina musical el tango Cafetín de Buenos Aires, de Enrique Santos Discépolo, cantado originalmente por uno de los actores, Adolfo García Grau, y luego por Edmundo Rivero. En la edición del año 2004 se utilizó como cortina musical el tema Café La Humedad de Cacho Castaña y en la versión del año 2016 vuelve a Cafetín de Buenos Aires pero interpretado por Jorge Vázquez.
Desde 2017, utiliza nuevamente la cortina musical Café La Humedad, también interpretado por Cacho Castaña.

## Recepción
En 2016 Polémica en el Bar salió al aire tras la emisión de La peña de Morfi, que le dejó un piso de rating de 6.2 puntos. Según Kantar Ibope Media, a lo largo de la emisión, superó a la competencia de El Trece, Almorzando con Mirtha Legrand, marcando picos de casi 12 puntos, obteniendo una media de 11.4 puntos de rating —contra 6.1 que marcó su rival directo—, logrando quedarse con el primer puesto entre los programas más vistos del día domingo.
En cuanto a críticas periodísticas, Marcelo Stiletano, para el periódico La Nación, —que remarcó todos los elementos que consagraron al ciclo creado por Gerardo Sofovich reaparecen en esta nueva versión, pero apenas como telón de fondo — argumentó: «El manejo del tiempo es el gran dilema de la nueva etapa de Polémica en el Bar. Un interrogante que Gerardo Sofovich logró mantener vigente durante varias décadas a través de una fórmula sencilla: poner en escena el recurrente método que se emplea en la Argentina para "arreglar" el país (la discusión de café)».

## Premios y nominaciones
| Año  | Premiación            | Categoría                                | Receptor           | Resultado | Ref. |
| ---- | --------------------- | ---------------------------------------- | ------------------ | --------- | ---- |
| 2017 | Premios Martín Fierro | Mejor Programa Humorístico de Actualidad | Polémica en el Bar | Nominado  | [16] |
| 2022 | Premios Martín Fierro | Mejor Programa Humorístico de Actualidad | Polémica en el Bar | Ganador   | [17] |

## Versión uruguaya
Desde el 10 de noviembre de 2019, se emite una versión Uruguaya de Polémica en el Bar, por Canal 10, a las 21:00 horas. El programa también tiene unos altos niveles de audiencia, superando los 10 puntos de índice de audiencia en el prime time del canal.
Son participantes de este ciclo: Jorge Piñeyrúa, Patricia Madrid, Julio Ríos, Álvaro Navia, Sergio Puglia y Nicolás Lussich.
También participaron del ciclo Gaspar Valverde, Lalo Fernández, Juan Miguel Carzolio y el fallecido Alberto Sonsol.
En 2024 pasa a ser presentadora de Polémica en el Bar en Uruguay la periodista y locutora Patricia Madrid.